# Američka horor priča: Ludnica
Američka horor priča: Ludnica, druga je sezona FX-ove američke serije Američka horor priča, koja je trajala od 17. listopada 2012. do 23. siječnja 2013. Najavljena 31. listopada 2011, druga sezona serije stvara distancu od prve sezone serije, prikazuje potpuno nove likove i novu lokaciju. Prema tome, Američka horor priča smišljena je kao antologijska serija. Američka horor priča: Ludnica započinje u 1964-oj u Briarcliffu psihijatrijskoj ustanovi za duševno oboljele, te prati priče pacijenata, doktora i časnih sestara koji tamo borave. Ova sezona zaradila je 17 nominacija za nagradu Emmyja, više nego ijedna serija. Nastupi Jessice Lange, Jamesa Cromwella, Zacharyja Quinta, Sarah Paulson, i Lily Rabe iznimno su pohvaljeni, pa je time i Cromwell osvojio Emmy za izvanrednog sporednog glumca.

## Sadržaj
Radnja ove priče odvija se 1964. godine i prati pacijente, doktore i časne sestre koji borave u Briarcliffu, psihjijatrijskoj ustanovi za duševno oboljele. Briarcliff vodi čvrsta ruka sestre Jude (Jessica Lange), njezina štičenica sestra Mary Eunice (Lily Rabe), te osnivač institucije monsinjor Timothy Howard (Joseph Fiennes). Doktori koji su zaduženi za brigu o fizičkom i mentalnom stanju pacijenata su dr. Olived Thredson (Zachary Quinto), te sadistički znanstvenik dr. Arthur Arden (James Cromwell). Među pacijente, koji tvrde da su nepravedno institucionizirani ubraja se lezbijska novinarka Lana Winters (Sarah Paulson), osuđeni serijski ubojica Kit Walker (Evan Peters), te navodna ubojica sa sjekirom Grace Bertrand (Lizzie Brocheré). Stanovnici Briarcliffa često su izloženi nadnaravnim i znanstvenim utjecajima, uključujući opsjednućima demona te otmicama izvanzemaljaca.

## Uloge

### Glavne uloge
- Sarah Paulson kao Lana Winters (13 epizoda)
- Evan Peters kao Kit Walker (13 epizoda)
- Zachary Quinto kao dr. Oliver Thredson/Bloody Face (12 epizoda)
- Joseph Fiennes kao monsinjor Timothy Howard (10 epizoda)
- Lily Rabe kao sestra Mary Eunice (10 epizoda)
- Lizzie Brocheré kao Grace Bertrand (11 epizoda)
- James Cromwell kao dr. Arthur Arden / Hans Grüper (10 epizoda)
- Jessica Lange kao sestra Jude / Judy Martin (13 epizoda)

### Sporedne uloge
- Naomi Grossman kao Pepper (7 epizoda)
- Fredric Lehne kao Frank McCann (7 epizoda)
- Chloë Sevigny kao Shelley (6 epizoda)
- Clea DuVall kao Wendy Peyser (6 epizoda)
- Britne Oldford kao Alma Walker (6 epizoda)
- Jenna Dewan-Tatum kao Teresa Morrison (6 epizoda)
- Dylan McDermott kao Johnny Morgan (5 epizoda)
- Frances Conroy kao Anđeo smrti / Shachath (5 epizoda)
- Barbara Tarbuck kao majka superior Claudia (5 epizoda)
- Adam Levine kao Leo Morrison (5 epizoda)
- Mark Consuelos kao Spivey (4 epizode)
- Mark Margolis kao Sam Goodwin (3 epizode)
- Ian McShane kao Leigh Emerson (2 epizode)
- Franka Potente kao Anne Frank / Charlotte Brown (2 epizode)

## Epizode
| Br. u seriji | Br. u sezoni | Naslov                       | Redatelj            | Scenarist(i)    | Originalno emitiranje |
| --- | ------------ | ---------------------------- | ------------------- | --------------- | --------------------- |
| 13 | 1            | "Welcome to Briarcliff"      | Bradley Buecker     | Tim Minear      | 17. listopad 2012.    |
| 2012. novovjenčani par, Teresa i Leo, istražuju sad napuštenu plemićku kuću Briarcliff, bivšu ludnicu. Flashback iz 1964 pokazuje smještaj Kita Walkera u ludnicu, osuđenog kao zloglasnog serijskog ubojicu "Krvolični". Kit govori da je nevin, i kako vrijeme prolazi slike sjećanja pokazuju mu nešto još zlokobnije. U Briarcliffu, Kit se sprijateljuje s Grace, pacijenticu za koju se tvrdi da je ubila svoju obitelj. Novinarka Lana Winters u noći nedopušteno ulazi u Briarcliff, kako bi svijetu razotkrila kakav se horor prema pacijentima odvija unutra. Međutim na put joj stane stroga sestra Jude, koja je Lanu naposljetku i zatvorila u Briarcliff zbog njezine homoseksualnosti (Lanina djevojka je Wendy Peyser, učiteljica). Žestoka svađa odvija se između sestre Jude i doktora Arthura Ardena, koji koristi mučenje i ubojstva u potrazi za tajnama ljudskog ludila. Ponovno u današnje vrijeme, Krvolični napada Teresu i Lea, te ih lovi kroz umobolnicu. |              |                              |                     |                 |                       |
| 14 | 2            | "Tricks and Treats"          | Bradley Buecker     | James Wong      | 24. listopad 2012.    |
| "Krvolični" ubija ljude u oba vremenska perioda, danas i 1964. 1964. u Briarcliff dovode egzorcista nakon što su roditelji doveli dječaka kojemu niti jedan liječnički tretman ne može pomoći; naime dječak je opsjednut. Ritual egzorcizma Lani i Grace daje šansu za bijeg iz institucije, ali Lana, koja ne želi da Kit pođe s njima upropaštava plan bijega jer je Grace htjela Kita povesti sa sobom, a za Lanu je on "Krvolični". Opsjednuti dječak otkriva nam mračnu prošlost sestre Jude koja ju progoni i dan danas, otkriva nam da je bila barska pjevačica koja je pijana skrivila nesreću zgazivši autom djevojčicu te pobjegla s mjesta nesreće. Dječak umire nakon što demon izađe iz njegovog tijela tijekom egzorcizma i ulazi u sestru Mary Eunice. |              |                              |                     |                 |                       |
| 15 | 3            | "Nor'easter"                 | Michael Uppendahl   | Jeniffer Salt   | 31. listopad 2012.    |
| 2012., muškarac s maskom "Krvoličnog" upuca Teresu i Lea, kojemu naposljetku prilazi i pravi "Krvolični". 1964, opsjednuta sestra Mary Eunice počinje raditi zlobne stvari unutar ludnice. Ubija pacijenticu koja je mogla osjetiti da je sestra opsjednuta, pokušava seksualno zadovoljiti dr. Ardena, i sestru Jude skoro dovodi do ludila podsjećajući je na njezinu prošlost zbog koje se kaje. Grace, Kit, i Lana pokušavaju pobjeći iz zgrade za vrijeme velike oluje ali im na put stanu bivši pacijenti koji su Ardenovim eksperimentima postali čudovišta "Raspersi". Shelley pokušava pobjeći s njima ali je uhvati dr. Arden, koji je onesvijesti i amputira joj obje noge. |              |                              |                     |                 |                       |
| 16 | 4            | "I Am Anne Frank (1.dio)"    | Michael Uppendahl   | Jessica Sharzer | 7. studeni 2012.      |
| Žena (Franka Potente) koja za sebe kaže da je Anna Frank dovedena je u Briarcliff. Govori sestri Jude da je dr. Arden zapravo dr. Hans Grüper, nacist. Sestra Jude na sve načine pokušava prikupiti dokaze protiv dr. Ardena. Grace priznaje Kitu da je ubila oca i maćehu jer su je seksualno zlostavljali. Kit više ni sam ne zna da li je on serijski ubojica. Nakon neuspješna averzivne terapije s Lanom, dr. Thredson obećaje Lani da će je ovaj tjedan izvući iz Briarcliffa. "Anne Frank" napada dr. Ardena i nalazi unakaženu Shelley, koja moli Annu da je ubije. |              |                              |                     |                 |                       |
| 17 | 5            | "I Am Anne Frank (2.dio)"    | Alfonso Gomez-Rejon | Brad Falchuk    | 14. studeni 2012.     |
| Sestra Jude unajmljuje poznatog lovca na naciste (Mark Margolis) da napravi slučaj protiv dr. Ardena. Dr. Thredson uvjerava Kita da prizna ubojstva koja je počinio. Muž "Anne Frank" dolazi u Briarcliff i vodi je kući, ali kasnije je vraća jer je ona i dalje uvjerena da je Anna Frank. Dr. Arden nudi zahvat lobotomije za nju i dobiva dopuštenje. Nakon što joj jedne noći dr. Arden zaprijeti, sestra Jude izlati i opija se u nekakvome baru. Dr. Thredson pomaže lani da izađe iz Briarcliffa, dovodi je u svoj dom gdje je drži kao zatočenicu čime se pokazalo da je dr. Thredson zapavo "Krvolični". Da spriječi pronalazak unakažene Shelley, sestra Mary Eunice uzima Shelley i odvozi je u školsko dvorište, gdje je pronađu djeca. |              |                              |                     |                 |                       |
| 18 | 6            | "The Origins of Monstrosity" | David Semel         | Ryan Murphy     | 21. studeni 2012.     |
| Kako bi joj udjelio posljednju pomast, monsinjor posjećuje Shelley u bolnici, međutim skraćuje joj muke i ubija je gušenjem krunicom. Misteriozna djevojčina (Nikki Hahn) postaje nova pacijentica u Briarcliffu nakon što ju je majka tamo dovela zbog sumnje da je njezina kći ubila nekoga. Vraćamo se nekoliko godina unazad i vidimo početke dr. Ardena u Briarcliffu. Sestra Jude napokon prikuplja dokaze i dokumente o strašnoj prošlosti dr. Ardena, ali time riskira svoju karijeru i nečiji život. Za to vrijeme, dr. Arden, monsinjor, i sestra Mary Eunice formiraju savez zla. Lana je i dalje zatočenica dr. Thredsona/"Krvoličnog", koji joj govori o svojoj prošlosti. U sadašnjosti, policija ulazi u napuštenu ludnicu (Briarcliff) te pronalazi tri mrtva tijela kako vise sa stropa, također je otkriveno da je "Krvolični" zatočio Teresu. |              |                              |                     |                 |                       |
| 19 | 7            | "Dark Cousin"                | Michael Rymer       | Tim Minear      | 28. studeni 2012.     |
| Anđeo smrti (Frances Conroy) pojavljuje se u ludnici nakon što je nekoliko pacijenata poželilo umrijeti, među njima je i Grace. Anđelov razgovor s opsjednutom sestrom Mary Eunice ne prolazi dobro, ali oboje se slažu da njihov posao ovdje nije gotov. Sestra Jude planira se prepustiti anđelu smrti ali prije toga želi vidjeti roditelje djevojčice koju je pregazila one noći. Jude je u šoku kada sazna da je djevojčica preživjela nesreću. Nakon što je pobjegla Thredsonu, Lana ulazi u auto jednog luđaka te doživi prometnu nesreću i ponovno je odvedena u Briarcliff. Kit bježi iz policije te se vraća natrag u Briarcliff po Grace, ali nju slučajno upuca Frank i ona umire. |              |                              |                     |                 |                       |
| 20 | 8            | "Unholy Night"               | Michael Lehmann     | James Wong      | 5. prosinac 2012.     |
| Pacijent prerušen u djeda božićnjaka (Ian McShane) stvara nevolje u Briarcliffu u želji da se osveti sestri Jude što ga je zaključala u samicu nakon što je prošle godine pobio 18 ljudi. Dr. Arden tajno na telefon zove sestru Jude da mu pomogne spasiti opsjednutu sestru Mary Eunice, kasnije doznajemo da je sve to namještaljka kako bi se sestru Jude dovelo u Briarcliff da se je ubije. Lana se nalazi s Kitom i govori mu kako je Thredson zapravo pravi "Krvolični". Dr. Thredson pronalazi Lanu unutar ludnice, ali Kit je spašava prije nego što bi joj ovaj naudio. Dr. Arden također doživi susret s izvanzemaljcima unutar "tunela smrti" koji otimaju Graceino tijelo. |              |                              |                     |                 |                       |
| 21 | 9            | "The Coat Hanger"            | Jeremy Podeswa      | Jeniffer Salt   | 21. prosinac 2012.    |
| Lana i Kit uspiju prevariti dr. Thredsona te snime njegovo priznanje da je on "Krvolični". Dr. Arden govori Kitu da na nekoliko minuta doživi kliničku smrt kako bi ovaj ponovno doživio susret s izvanzemaljcima, na kraju krajeva izvanzemaljici vrate živu, trudnu Grace i Pepper koja je bila oteta u prethodnim epizodama ali nije prikazano. Sestrar Jude skinuta je s položaja časne sestre te postaje jedna od pacijentica u Briarcliffu, rezultirajući time da Leigh Emerson na križ pribija monsinjora. U sadašnjosti, Johnny Thredson (Dylan McDermott), posjećuje psihijatricu. |              |                              |                     |                 |                       |
| 22 | 10           | "The Name Game"              | Michael Lehmann     | Jessica Sharzer | 2. siječnja 2013.     |
| Dr. Arden završava sa svojim eksperimentima. Kit i Lana i dalje pritišću i ucjenjuju Thredsona. Sada pacijentica i poznata po svojem običnom imenu, Judy Martin, sestra Jude sama postaje žrtvom neljudskih tretmana koje je i sama odobravala dok je bila glavna. Grace rađa dječaka. Monsinjor Howard ubija sestru Mary Eunice bacući je s trećeg kata institucije. Žalostan zbog smrti svoje "ljubimice" sestre Mary Eunice dr. Arden s Mary ulazi u stroj za kremiranje čime počini samoubojstvo. |              |                              |                     |                 |                       |
| 23 | 11           | "Spilt Milk"                 | Alfonso Gomez-Rejon | Brad Falchuk    | 9. siječnja 2013.     |
| Sestra Jude govori vrhovnoj majci Claudiji da je Lana Winters nevina pa Claudia pomaže Lani pobjeći iz Briarcliffa koja sve dokaze protiv Thredsona predaje policiji. Lana se kasnije suoćava s Thredsonom u njegovom stanu gdje ga i ubija. Kit, Grace i njihovo dijete slobodni su i vraćaju se u Kitovu kući gdje pronalaze Almu s drugim djetetom u naručju. Judy obećaje monsinjoru da će propasti zajedno s ovom institucijom. Lana pokušava izvući Judy iz Briarcliffa ali monsinjor je lažirao Judyinu smrt i zaključao je u samicu, čime Jude i dalje ostaje zatočena u ludnici. |              |                              |                     |                 |                       |
| 24 | 12           | "Continuum"                  | Craig Zisk          | Ryan Murphy     | 16. siječnja 2013.    |
| Kit se navikava na poligamski život s Almom i Grace. Zastrašena i užasnuta otmicom izvanzemaljaca, Alma postaje histerična te ubija Grace, i odlazi u Briarcliff. Sestra Jude, sada znana kao "Betty Drake", što dulje provodi vrijeme unutra institucije tako i silazi s uma. Lana objavlja knjigu o svojem zatočeništvu u Briarcliffu, ali ne iznosi sve istinite činjenice. Alma umire unuta ludnice. Johnny traži kopiju knjige Lane Winters kako bi nastavio monstrumski posao svoga oca. |              |                              |                     |                 |                       |
| 25 | 13           | "Madness Ends"               | Alfonso Gomez-Rejon | Tim Minear      | 23. siječnja 2013.    |
| U sadašnjosti za vrijeme razgovora o njezinoj karijeri, dans poznata detektivka reporterka Lana govori o svojoj potrebi o zatvaranju Briarcliffa te o ratnom zločincu dr. Ardenu koji je tamo radio, što dovodi i do saznanja da je monsinjor počinio samoubojstvo. Kasnije je otkriveno da je Kit tajno spasio sestru Jude iz Briarcliffa brinuo se o njoj dok nije postala mentalno stabilna. Jude postaje članom Kitova obitelji, i strogo odgaja njegovu djecu. Nažalost, Jude kasnije umire u Kitovoj kući. Kit kasnije obolijeva od raka gušteraće nakon čega ga na samrti otimaju izvanzemaljci, i više nikada nije viđen. Johnny se konačno suočava s Lanom koja je u prethodnom intervjuu otkrila kako je njezino dijete s "Krvavim Licem" živo, te da ga je kao malog posjećivala kao strankinja i štiteći ga od nasilnika u školi. Lana (koja je prije intervjua obavještena o masakru koji je počinio njezin sin) nagovara sina da spusti pištolj. U neočekivanom obratu, Lana uzima pištolj u ruke i ubija Johnnyja na isti način kao i njegova oca prije 40-ak godina. Vraćamo se natrag na početak cjelokupne serije u ured sestre Jude u prvoj epizodi, "Dobrodošli u Briarcliff". Lana i Jude vode više srdačniji razgovor o pravoj prirodi zla, Jude nagovara Lanu da ne radi intervju s ubojicom jer bi ju to moglo koštati svega rečenicom "Pogledaš li zlo u oči, ono će pogledati i tebe", što se pokazalo istinitim. |              |                              |                     |                 |                       |